# Blue Fire
Blue Fire var ett svenskt bluesrockband.
Blue Fire, som var hemmahörande i Södertälje, bildades då Telge Blues upplösts. Blue Fire bestod av Sven Zetterberg (sång, gitarr, munspel), Jon Östman (gitarr), Jan Sjöström (munspel), Bertil Pettersson (bas) och Stefan Sundlöf (trummor). Bandet utgav det självbetitlade albumet Blue Fire (Mistlur Records MLR-1, 1978) med huvudsakligen engelska texter. Bandet utvecklades därefter till Chicago Express, ett av de främsta svenska bluesbanden.